# Сао
Сао е африкански народ, съществувал между V и XV век на територията на днешен южен Чад (предимно по поречието на река Шари) и северен Камерун. Това е първата цивилизация, съществувала на територията на Камерун. Много малко се знае за културата, обществото и историята на Сао. Няколко етноса в днешен Чад и Камерун твърдят, че са техни потомци.

## История
По-голямата част от информацията за Сао е запазена под формата на легенди и песни на местните племена, както и различни видове ценни предмети. Хипотезите за произхода са много, но най-вероятните са местно формиране (басейнът на езерото Чад) или свързани с Хиксосите. Някои историци твърдят, че Сао са били асимилирани или унищожени около XV век, но е по-вероятно това да се е случило около X век. Тогава множество различни народи прекосяват региона. Сред тях са Канемската империя, царство Котоко, арабите и бедуините.
Известно е, че са били майстори в металообработването, и са се занимавали активно със земеделие. Според легендите на местните племена те са били гиганти и изключителни воини. 